# 対称性 (物理学)

複数の空間対称性をもつグラファイトの結晶構造

物理学における対称性（たいしょうせい、英: symmetry）とは、物理系の持つ対称性 — すなわち、ある特定の変換の下での、系の様相の「不変性」である。

## 概要
物理系の対称性は、ある変化の下で「保存する」系の物理的または数学的な（観測量、または内在量の）特徴である。変換には「連続的」な変換（円の回転など）または「離散的」な変換（左右対称な像の反射や正多角形の回転など）のファミリーがある。連続的または離散的変換により、それぞれに対応する型の対称性が現れる。連続対称性はリー群によって記述することができ、一方で離散対称性は有限群で記述することができる（対称変換群を参照）。対称性は、多くの場合に群表現のような数学的形式化がしやすく、多くの問題を単純化するために有効に使うことができる。
こういった対称性の重要な例として、任意の微分可能な座標変換（一般座標変換）の下での物理法則の不変性（一般共変性原理）がある。

## 不変性としての対称性
不変性は、ある量を変化させないままにする変換によって数学的に規定される。この概念は実世界で観測される基本的な現象に対して適用することができる。例えば、温度は理想的には部屋の中ではどこも一定である。このとき、温度は部屋の中の位置に依存しないので、温度は測定者の位置の移動に関して「不変」である。
同様に、均一な球体をその中心に対して回転させても、回転を行う前とまったく同じ状態となる。このとき、その球体は球対称性を示したと言うことができる。球のどの軸について回転させても、この操作は球がどのように「見える」かを保存する。

### 力の不変性
上述のように、観測された物理的対称性について議論するとき、「不変性」という有用な概念に着目することができる。これは力における対称性についても同様に適用することができる。
例えば、電線は円筒対称性を示す。これは、ある帯電した無限の長さの電線からの距離r における電界強度を考えるとき、電線を中心軸とする半径r の円筒の表面上の点はどこでも同じ強度を示すことから言える。電線を軸として回転させても、元の位置の電界強度（また移動した先の電界強度）は変わらないので、この操作は電界を保存する。回転された位置の電界強度は同じであるが、その方向はこの操作に従って回転する。これらの二つの性質は、チャージを持つ任意の系の回転はそれに対応する場の回転を生じるというより一般的な性質を通して相互に関連している。
ニュートンの力学理論における例について考える。与えられた質量m の二つの物体が、始めは原点で静止した状態から、x 軸に沿ってお互い反対方向に一つは速度v1、もう一方は速度v2で運動するとする。この系の全運動エネルギーは（原点にいる観測者から計算されるとして）1⁄2m(v12 + v22)であり、もし速度が交換されるなら同じままである。全運動エネルギーはy 軸内の反射の下で保存する。
上の運動エネルギーの例は、対称性を表現する方法として、物理系のある側面を記述する方程式を用いている。ここでは、もしv1 およびv2 が交換されるなら、全運動エネルギーは同じであることを示している。

## 局所的および大局的対称性
対称性は「大局的」または「局所的」対称性に大きく分類することができる。「大局的対称性」は時空の全ての点において成立するものである。一方、「局所的対称性」は時空の異なる点において異なる対称性変換を持つものである。特に局所的対称性変換は時空座標によってパラメータ化されている。局所的対称性はゲージ理論の基礎を形成するなど物理学において重要な役割を果たしている。

## 連続的対称性

対称性ラベルを示す面心立方格子構造の第一ブリュアンゾーン

上で記述された回転対称性の二つの例、球対称性および円筒対称性はそれぞれ連続的対称性である。これらは系の幾何における連続的な変化に従う不変性によって特徴付けられる。例えば、電線はその軸についてどんな角度で回転しても、電界強度は軸を中心とする円筒上で同じである。数学的に、連続的対称性は連続関数または滑らかな関数によって記述される。物理学における連続的対称性の重要なものは時空対称性である。

### 時空対称性
連続的「時空対称性」 (spacetime symmetry) は、空間と時間の変換を含む対称性である。これらはさらに、物理系と関連する空間の幾何的変化のみを含む「空間対称性」、時間における変化のみを含む「時間対称性」、または空間と時間の変化を両方を含む「空間ー時間対称性」に分類される。
時間並進
このことは、任意の時刻t およびa (実数)についての変換{\displaystyle t\,\rightarrow t+a}の下での不変性として数学的に表現される。例えば、古典力学では重力の影響だけを受けているある粒子は、地表から高さh に置かれたとき重力ポテンシャルエネルギー mgh を持つ。粒子の高さに変化がないなら、どの時点でもこの位置エネルギーは全重力ポテンシャルエネルギーであろう。言い換えれば、ある時間t0 とt0 + 3 （秒）における粒子の状態を考えたとき、どちらの状態でもその粒子の全重力ポテンシャルエネルギーは保存されているということである。
空間並進
この空間対称性は任意の位置ベクトル {\displaystyle {\vec {r}}}に対して、{\displaystyle {\vec {r}}\,\rightarrow {\vec {r}}+{\vec {a}}}の形式の変換で表現され、系の性質が場所における連続的な変化によっても不変な系の状況を記述する。例えば、理想的な状態では、部屋の温度は部屋の中のどこに温度計を置くかに独立であると言える。
空間回転
この空間的対称性は回転操作および回映操作に分類される。前者は単に「通常の」回転であり、数学的に正方行列によって表現される。後者は行列式−1の正方行列によって表現され、通常の回転と空間反射（反転）の組み合わせで構成されている。例えば、球は回転対称性を持っている。空間回転の他の型については回転対称性の記事を参照のこと。
ポアンカレ変換
これはミンコフスキー時空における距離を保存する空間ー時間対称性である。例えば、ポアンカレ変換はミンコフスキー空間の等長写像である。それらは主に特殊相対性理論において研究されている。原点の固定から離れた場合のこの変換の等長写像はローレンツ変換と呼ばれ、ローレンツ共変として知られる対称性を生じる。
射影対称性
これは時空構造の測地線を保存する空間ー時間対称性である。それらは任意の滑らかな多様体上で定義される。これは一般相対性理論の厳密解の研究において多く応用されている。
反転変換
これはポアンカレ変換を時空座標上での他の一対一の共形変換を含むように一般化する空間ー時間対称性である。長さは反転変換の下で不変ではないが、不変な四点上の非調和比が存在する。
時空対称性は通常、滑らかな多様体上の滑らかなベクトル場によって数学的に記述される。ベクトル場と関連する内在的な局所微分同相写像はより直接的に物理的対称性に対応する。ベクトル場それ自身は、物理系の対称性を分類するときにさらによく使われる。
ベクトル場で最も重要なものの中にはキリングベクトル場がある。これは多様体の内在的な計量構造を保存する時空対称性である。大まかに言って、キリングベクトル場は多様体のどんな二点間の距離も保存する。キリングベクトルは等長写像とよく呼ばれる。物理学における等長写像の記事でこれらの対称性についての詳細な議論がなされている。

## 離散的対称性
離散的対称性 (discrete symmetry) は、系内の非連続な変化を記述する対称性である。例えば、正方形は離散対称性を持っている。直角の倍数による回転操作のみ正方形の元の形状を保存する。離散対称性は時に「交換 (swapping) 」のいくつかの型を含む。これらの交換 (swap) は通常、「反射」または「交換」(interchange) と呼ばれる。
時間反転
多くの物理法則は、時間の向きを反転した場合でも、現実の現象を記述する。数学的には、変換{\displaystyle t\,\rightarrow -t}によって表現される。例えば、ニュートンの運動の第2法則は、もし{\displaystyle F\,=m{\ddot {r}}}, {\displaystyle t}という方程式が{\displaystyle -t}によって置き換えられたとしても依然成立する。このことは真上に投げ上げられた粒子の運動（空気抵抗は無視する）を記述することによって例示することができるだろう。このような運動をする粒子では、位置は物体が最高到達点にいる瞬間について対称である。反転された時間においては、速度も反転される。
空間反転（パリティ）
これは{\displaystyle {\vec {r}}\,\rightarrow -{\vec {r}}}の形式の変換によって表現され、座標が '反転'したときの系の不変性を示す。
映進
これは並進と反射の組み合わせによって表現される。これらの対称性はいくつかの結晶および壁紙対称性として知られるいくつかの平面対称性に見られる。

### C, P, およびT対称性
素粒子物理学の標準模型は、3つの関連した自然の近似的な対称性を持つ。これらの対称性により、われわれの住む実際の宇宙は次のようなものと区別することができない。
- すべての粒子がその反粒子と置き換えられた宇宙。これはC対称性（チャージ対称性）である。
- すべての粒子が鏡に映したように表れる宇宙。P対称性（パリティ対称性）である。
- 時間の向き（en:entropy (arrow of time)）が反転した宇宙。これはT対称性（時間対称性）である。

T対称性は直観と反する（確かに未来と過去は非対称的である）が、標準模型はエントロピーのような大局的性質ではなく局所的性質を記述するという事実によって説明される。時間の向きを適切に反転させるには、ビッグバンそして結果として起こる低エントロピー状態を「未来」に置く必要がある。われわれは「過去」（「未来」）を現在より低い（高い）エントロピーとして知覚するので（en:Entropy (arrow of time)を参照）、この仮説上の時間反転宇宙の住人はわれわれが過去として知覚するものと同じものを未来として知覚するだろう。
これらの対称性は近似的な対称性である。なぜなら、それらは現在の宇宙で破れているためである。しかしながら、標準模型はCPTの三つの組み合わせ（三つの変換を同時に適用した結果）は対称でなければならないと予測している。すなわちCPT対称性が成立すると考えられている。CP対称性の破れ（CおよびP対称性の破れの組み合わせ）は、宇宙にバリオン物質が多く存在するために不可欠であり、ひいては生命の存在の要件となっている。CP対称性の破れの研究は、現在の素粒子物理学において実りの多い分野となっている。

### 超対称性
超対称性として知られる型の対称性は標準模型の理論を進展させるために導入が試みられてきた。超対称性は、すでに標準模型の中に組み込まれている対称性を越えた対称性、特にボース粒子とフェルミ粒子の間の対称性が存在するという発想に基づいている。超対称性は、ボース粒子のそれぞれの型は超対称パートナーとしてのフェルミ粒子を持ち、フェルミ粒子の場合も同様のパートナーを持つと主張している。超対称性は実験的にはいまだ検証されていない。現在見つかっている既知のどの粒子も、既知の粒子の超対称性パートナーとしての適切な性質を備えていない。もし超対称性パートナーが存在するなら、それらは現状の粒子加速器が生成できるより大きい質量を持つはずである。

## 物理的対称性の数学
物理的対称性を記述する変換は、典型的に数学における群を形成する。群論は物理学のための数学として重要な分野である。
連続的対称性は「連続群」（リー群と呼ばれる）によって数学的に規定される。多くの物理的対称性は等長写像であり対称群によって規定される。この用語はときに対称性のより一般的な型のために用いられる。球の任意の軸について（どんな角度でも）全ての回転操作の集合は特殊直交群 SO(3) と呼ばれるリー群を形成する（3は通常の球の三次元空間を言及している）。それゆえ、回転操作を持つ球の対称群は SO(3) である。どんな回転もボールの表面上の距離を保存する。全てのローレンツ変換の集合はローレンツ群（これはポアンカレ群へと拡張されるうる）と呼ばれる群を形成する。
離散対称性は離散群によって記述される。例えば、正三角形の対称性は対称群 S3 によって記述される。
「局所的」対称性に基づく物理理論の重要な型はゲージ理論と呼ばれ、そのような理論に自然な対称性はゲージ対称性と呼ばれる。標準模型におけるゲージ対称性は、SU(3) × SU(2) × U(1)群に基づいており、基本相互作用の三つを記述するために用いられる（大まかに言って、SU(3) 群の対称性は強い相互作用を、SU(2) 群は電弱力を、そしてU(1) 群は電磁力を記述する。）。
また、群による作用の下でのエネルギー汎関数の対称性による減少および対称群の変換の自発的対称性の破れは素粒子物理学のトピック（例えば、物理的宇宙論における電磁気力および弱い力の統一）を解明するために現れる。

### 保存則と対称性
物理系の対称性の性質は系を特徴付ける保存則と深く関係している。ネーターの定理はこの関係を厳密に記述している。この定理によると、物理系の連続的対称性は系のある物理的性質が保存することを暗示している。反対に、ある保存された量はそれに対応する対称性を持っている。例えば、空間の等長写像は線形運動量保存則を生じ、時間の等長写像はエネルギー保存則を生じる。
以下の表にいくつかの基本的な対称性および関連する保存量の概要を示す。
| クラス                                                         | 不変性                                  | 保存量             |
| -------------------------------------------------------------- | --------------------------------------- | ------------------ |
| 順時 (proper orthochronous) ローレンツ対称性(Lorentz symmetry) | 時間並進 （均質性）                     | エネルギー         |
| 順時 (proper orthochronous) ローレンツ対称性(Lorentz symmetry) | 空間並進 （均質性）                     | 線形運動量         |
| 順時 (proper orthochronous) ローレンツ対称性(Lorentz symmetry) | 空間回転 （等方性）                     | 角運動量           |
| 離散的対称性                                                   | P, 座標反転                             | 空間パリティ       |
| 離散的対称性                                                   | C, 荷電共役変換                         | Cパリティ          |
| 離散的対称性                                                   | T, 時間反転                             | Tパリティ          |
| 離散的対称性                                                   | CPT                                     | パリティの積       |
| 内部対称性（時空座標に独立）                                   | U(1) ゲージ変換                         | 電荷               |
| 内部対称性（時空座標に独立）                                   | U(1) ゲージ変換                         | レプトン生成数     |
| 内部対称性（時空座標に独立）                                   | U(1) ゲージ変換                         | 超電荷             |
| 内部対称性（時空座標に独立）                                   | U(1)Y ゲージ変換                        | 弱超電荷           |
| 内部対称性（時空座標に独立）                                   | U(2) [U(1) × SU(2)]                     | 電弱力             |
| 内部対称性（時空座標に独立）                                   | SU(2) ゲージ変換                        | アイソスピン       |
| 内部対称性（時空座標に独立）                                   | SU(2)L ゲージ変換                       | 弱アイソスピン     |
| 内部対称性（時空座標に独立）                                   | P × SU(2)                               | Gパリティ          |
| 内部対称性（時空座標に独立）                                   | SU(3) "回転数"                          | バリオン数         |
| 内部対称性（時空座標に独立）                                   | SU(3) ゲージ変換                        | クォークカラー     |
| 内部対称性（時空座標に独立）                                   | SU(3)（近似的）                         | クォークフレーバー |
| 内部対称性（時空座標に独立）                                   | S(U(2) × U(3)) [ U(1) × SU(2) × SU(3) ] | 標準模型           |

## 対称性と縮退度
縮退度は既約表現の次元です。

### 一般書
- Leon Lederman and Christopher T. Hill (2004). Symmetry and the Beautiful Universe. Amherst NY: Prometheus Books. ISBN 978-1591022428
- Schumm, Bruce (2004). Deep Down Things. Johns Hopkins Univ. Press. ISBN 978-0801879715
- Victor J. Stenger (2000). Timeless Reality: Symmetry, Simplicity, and Multiple Universes. Buffalo NY: Prometheus Books. ISBN 978-1573928595 第12章は対称性や普遍性、保存則への易しい入門編となっている。
- Anthony Zee. Fearful Symmetry: The search for beauty in modern physics (2nd ed. ed.). Princeton University Press. ISBN 978-0-691-00946-9 初版はMacmillanより1986年発行。

### 専門書
- Brading, K., and Castellani, E., ed. (2003), Symmetries in Physics: Philosophical Reflections, Cambridge Univ. Press, ISBN 978-0521821377
- Katherine Brading and Elena Castellani (2007). “Symmetries and invariances in classical physics”. In Butterfield, J., and John Earman. Philosophy of Physics Part B. North Holland. pp. 1331-68
- Debs, T. and Redhead, M. (2007). Objectivity, Invariance, and Convention: Symmetry in Physical Science. Harvard Univ. Press. ISBN 978-0674022980
- John Earman (2002). “Laws, Symmetry, and Symmetry Breaking: Invariance, Conservations Principles, and Objectivity”. Address to the 2002 meeting of the Philosophy of Science Association.
- Mainzer, K. (1996). Symmetries of nature. Berlin: De Gruyter. ISBN 9783110129908
- Mouchet, A. "Reflections on the four facets of symmetry: how physics exemplifies rational thinking". European Physical Journal H 38 (2013) 661 hal.archives-ouvertes.fr:hal-00637572
- Thompson, William J. (1994). Angular Momentum: An Illustrated Guide to Rotational Symmetries for Physical Systems. Wiley. ISBN 0-471-55264X
- Bas Van Fraassen (1989). Laws and symmetry. Oxford Univ. Press. ISBN 9780198248606
- Eugene Wigner (1967). Symmetries and Reflections. Indiana Univ. Press